# Mirror Man
«Mirror Man» — сингл британской синтипоп-группы The Human League, изданный в 1982 году лейблом Virgin Records и A&M Records. Композиция стала первым синглом альбома Fascination!

## О песне
«Mirror Man» стал первой композицией, записанной после мирового тура, проведенного в поддержку пластинки Dare. Композиция, изданная синглом, достигла второй позиции в британском хит-параде UK Singles Chart. Песню написали Филип Оки, Джо Коллис и Иэн Бёрден, а продюсировал её Мартин Рашент. Основную вокальную партию исполняет Филип Оки, Сьюзан Энн Салли и Джоан Катералл подпевают ему.
В США The Human League планировали выпустить эту песню отдельным неальбомным синглом, но натолкнулись на непонимание со стороны лейбла A&M, который наотрез отказался издавать песню синглом без альбома.
Песня стала вторым треком мини-альбома 1983 года Fascination! На стороне «Б» сингла размещена композиция «You Remind Me of Gold», которая тоже вошла в Fascination! Кроме того, этот трек присутствовал в двух переизданиях мини-альбома — 2008 года и 2012 под названием Dare/Fascination, но уже в переиздании 2012 находилась как простая версия «Mirror Man», так и инструментальная.
Рецензент из AllMusic пишет, что «лирика спасает мелодию». Дэйв Томпсон задаётся вопросом: «А чего именно хотят женщины? Хороших и сильных мужчин, которые будут заботиться о них? Или же тех мужчин, которые будут потакать каждому желанию женщины? Вот уже два десятилетия мужчины всё ещё надеются найти ответ на этот вопрос».

## Список композиций
12" Maxi Single
| №  | Название                      | Длительность |
| -- | ----------------------------- | ------------ |
| 1. | «Mirror Man»                  | 4:21         |
| 2. | «You Remind Me of Gold»       | 3:36         |
| 3. | «You Remind Me of Gold (Dub)» | 3:53         |

7" Single
| №  | Название                | Длительность |
| -- | ----------------------- | ------------ |
| 1. | «Mirror Man»            | 3:48         |
| 2. | «You Remind Me of Gold» | 3:36         |

## Участники записи
- Филип Оки[англ.] — вокал, композитор
- Сьюзан Энн Салли[англ.] — бэк-вокал
- Джоан Катеролл[англ.] — бэк-вокал
- Филип Эдриан Райт[англ.] — композитор, синтезатор
- Иэн Бёрден[англ.] — бас-гитара, синтезатор, композитор
- Джо Коллис[англ.] — синтезатор
- Мартин Рашент — продюсер

## Позиции в чартах
| Страна         | Наивысшая позиция |
| -------------- | ----------------- |
| Австралия      | 4                 |
| Бельгия        | 17                |
| Великобритания | 2                 |
| Германия       | 49                |
| Ирландия       | 1                 |
| Канада         | 7                 |
| Нидерланды     | 31                |
| Новая Зеландия | 23                |
| США            | 30                |
| Франция        | 84                |
| Швеция         | 19                |
| Южная Африка   | 19                |